# Estádio Teddy Kollek
O Estádio Teddy Kollek, também conhecido como Estádio Teddy (em hebraico:  אצטדיון טדי, Itztadion Teddy), é um estádio multipropósito situado em Jerusalém, Israel. Deve seu nome a Teddy Kollek, que fora prefeito da cidade entre 1965 e 1993 e durante cuja gestão fora construído o recinto; atualmente utilizado por quatro equipes de futebol jerosolimitanos.
Sua construção começou em 1990. Ao momento da inauguração, em 1992, só as tribunas ocidental e oriental estavam terminadas, o que deixava ao estádio apto para receber a 17.000 pessoas. Em 1997 foi aberta a tribuna norte, o que aumentou a capacidade de espectadores em 4.000 espectadores. O recinto, um dos mais novos do país, conta com acessos especiais para incapacitados, modernos banheiros e 5.000 vagas de estacionamento.

## Galeria

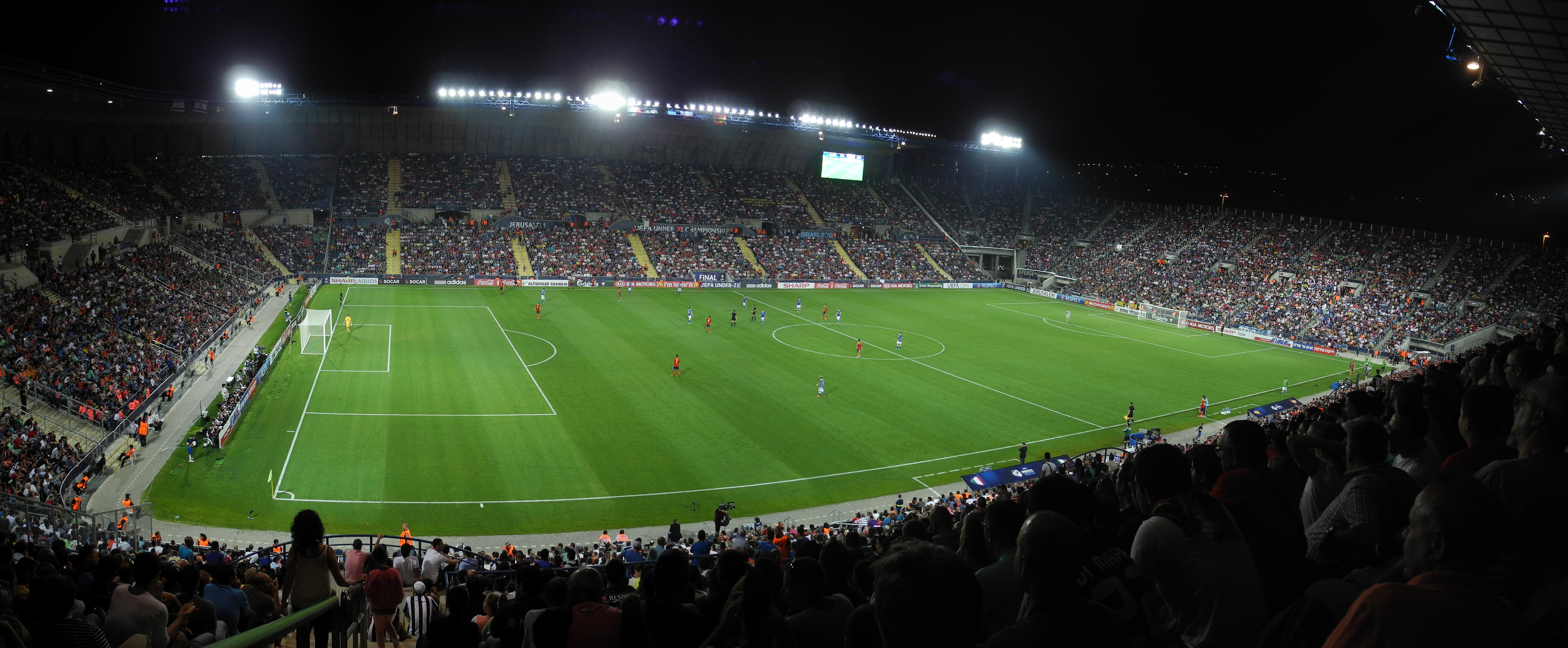
Estádio Teddy, visto do interior
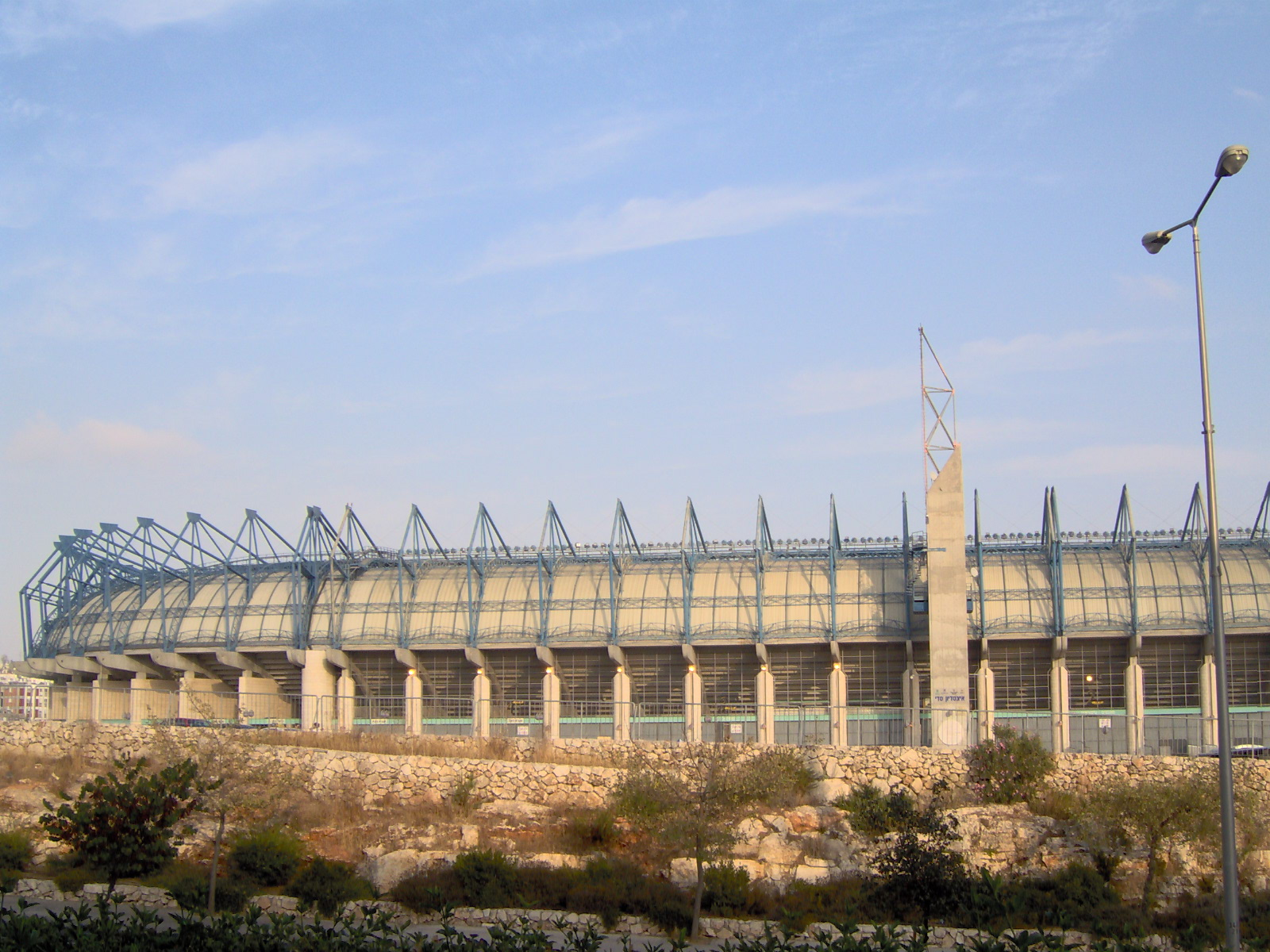
visão externa
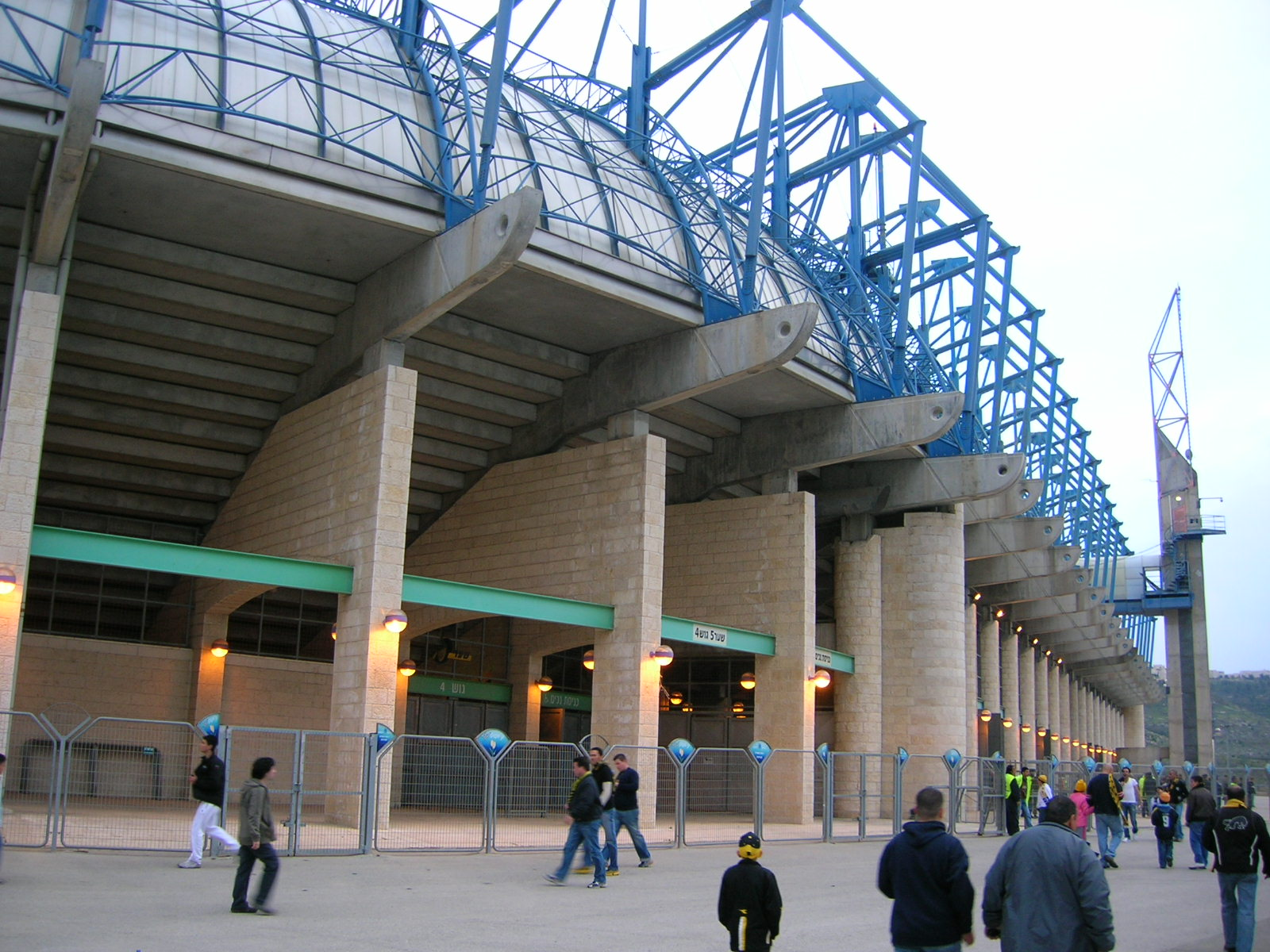
visão externa do Estádio Teddy